# Amblans-et-Velotte
Amblans-et-Velotte – miejscowość i gmina we Francji, w regionie Burgundia-Franche-Comté, w departamencie Górna Saona.
Według danych na rok 1990 gminę zamieszkiwało 281 osób, a gęstość zaludnienia wynosiła 29 osób/km² (wśród 1786 gmin Franche-Comté Amblans-et-Velotte plasuje się na 472. miejscu pod względem liczby ludności, natomiast pod względem powierzchni na miejscu 455.).